# Лунмич
Лунмич — река в России, протекает по Республике Коми и Архангельской области. Устье реки находится в 60 км по правому берегу реки Уктым. Длина реки составляет 59 км.
Вытекает из одноимённого озера на высоте 185,4 м. Впадает в Уктым на высоте 108,0 м.
В 9 км от устья, по правому берегу реки впадает река Турас.

## Данные водного реестра
По данным государственного водного реестра России относится к Двинско-Печорскому бассейновому округу, водохозяйственный участок реки — Вычегда от города Сыктывкар и до устья, речной подбассейн реки — Вычегда. Речной бассейн реки — Северная Двина.
Код объекта в государственном водном реестре — 03020200212103000023412.